# Comuna Craidorolț, Satu Mare
Craidorolț (în maghiară: Királydaróc, în germană: Darholz) este o comună în județul Satu Mare, Transilvania, România, formată din satele Craidorolț (reședința), Crișeni, Eriu-Sâncrai, Satu Mic și Țeghea.

## Demografie
Componența etnică a comunei Craidorolț
     Români (52,72%)
     Maghiari (19,53%)
     Romi (19,15%)
     Ucraineni (3,05%)
     Alte etnii (0,19%)
     Necunoscută (5,35%)
Componența confesională a comunei Craidorolț
     Ortodocși (62,72%)
     Reformați (13,43%)
     Romano-catolici (12,54%)
     Greco-catolici (2,49%)
     Penticostali (1,17%)
     Alte religii (2,02%)
     Necunoscută (5,63%)
Conform recensământului efectuat în 2021, populația comunei Craidorolț se ridică la 2.130 de locuitori, în scădere față de recensământul anterior din 2011, când fuseseră înregistrați 2.215 locuitori. Majoritatea locuitorilor sunt români (52,72%), cu minorități de maghiari (19,53%), romi (19,15%) și ucraineni (3,05%), iar pentru 5,35% nu se cunoaște apartenența etnică. Din punct de vedere confesional, majoritatea locuitorilor sunt ortodocși (62,72%), cu minorități de reformați (13,43%), romano-catolici (12,54%), greco-catolici (2,49%) și penticostali (1,17%), iar pentru 5,63% nu se cunoaște apartenența confesională.

## Politică și administrație
Comuna Craidorolț este administrată de un primar și un consiliu local compus din 11 consilieri. Primarul, Daniel-Béla Balogh[*], de la Partidul Social Democrat, este în funcție din 2008. Începând cu alegerile locale din 2024, consiliul local are următoarea componență pe partide politice:
|  | Partid                                 | Consilieri | Componența Consiliului | Componența Consiliului | Componența Consiliului | Componența Consiliului |
|  | -------------------------------------- | ---------- | ---------------------- | ---------------------- | ---------------------- | ---------------------- |
|  | Partidul Social Democrat               | 4          |                        |                        |                        |                        |
|  | Partidul Național Liberal              | 3          |                        |                        |                        |                        |
|  | Uniunea Democrată Maghiară din România | 2          |                        |                        |                        |                        |
|  | Forța Dreptei                          | 2          |                        |                        |                        |                        |

## Personalități
- Dumitru Coroianu, protopop unit de Craidorolț între 1843-1853, bunicul lui Iuliu Maniu
- Iuliu Coroianu (1847 - 1927), deputat în Marea Adunare Națională de la Alba Iulia, fratele Clarei Maniu;
- Paul Nagy (1928 - 2002), demnitar comunist;
- Mircea Bolba (1961 - 2021), fotbalist.

## Monumente
- Statuia protopopului Coroianu[8]